# Paul Sylbert
Paul Sylbert (* 16. April 1928 in Brooklyn, New York City, New York; † 19. November 2016 in Jenkins Township, Pennsylvania) war ein US-amerikanischer Artdirector und Szenenbildner, der neben einem Oscar für das beste Szenenbild auch den ADG Lifetime Achievement Award erhielt.

## Leben
Sylbert, Zwillingsbruder des ebenfalls als Szenenbildner tätigen zweifachen Oscar- und ADG Lifetime Achievement Award-Gewinners Richard Sylbert, studierte nach dem Schulbesuch an der Tyler School of Art der Temple University. begann seine Laufbahn als Artdirector und Szenenbildner 1951 bei dem Fernsehfilm Premiere und wirkte bis 2008 an der Herstellung von rund fünfzig Filmen mit. Seine Tätigkeit beim Film wurde unterbrochen durch die Ableistung des Militärdienstes in der US Army während des Koreakrieges. 1964 war er auch als Regisseur tätig und für den Dreh mehrerer Episoden von Fernsehserien wie Mr. Broadway, The Defenders, The Nurses und The Broadway verantwortlich.
Bei der Oscarverleihung 1979 gewann er zusammen mit Edwin O’Donovan und George Gaines den Oscar für das beste Szenenbild in der Fantasyfilmkomödie Der Himmel soll warten (1978) von Warren Beatty und Buck Henry mit Warren Beatty, Julie Christie und James Mason in den Hauptrollen.
1992 erhielt er zusammen mit Caryl Heller eine Oscarnominierung für das beste Szenenbild in Herr der Gezeiten (1991) von und mit Barbra Streisand sowie Nick Nolte und Blythe Danner.
2009 wurde ihm von der Art Directors Guild der ADG Lifetime Achievement Award verliehen, den sein Bruder bereits im Jahr 2000 erhalten hatte.
Slybert war auch als Drehbuchautor tätig und verfasste die Drehbücher für die Filme The Steagle (1971) – dessen Regisseur er auch war – und Nachtfalken (1981).

## Filmografie (Auswahl)
- 1951: Premiere (Fernsehfilm)
- 1954: Roogie’s Bump
- 1956: Baby Doll – Begehre nicht des anderen Weib (Baby Doll)
- 1961: Teenage Millionaire
- 1975: Einer flog über das Kuckucksnest (One Flew Over The Cuckoo’s Nest)
- 1978: Der Himmel soll warten (Heaven Can Wait)
- 1979: Kramer gegen Kramer (Kramer vs. Kramer)
- 1983: An einem Morgen im Mai (Without a trace)
- 1987: Ishtar
- 1987: Nadine – Eine kugelsichere Liebe (Nadine)
- 1991: Herr der Gezeiten (The Prince of Tides)
- 1995: Die Grasharfe (The Grass Harp)
- 1997: Fletcher’s Visionen (Conspiracy Theory)
- 2008: A Trip to Swadades

## Auszeichnungen
- 1979: Oscar für das beste Szenenbild
- 2009: ADG Lifetime Achievement Award